# 공춘택씨의 계약결혼
《공춘택씨의 계약결혼》은 1998년 10월 23일에 MBC에서 방영한 베스트극장이다.

## 줄거리
춘택이 뇌졸중으로 쓰러지자 자식과 며느리들은 돈을 주고 금례와 계약결혼을 시켜 병수발을 들게 한다. 금례는 딸의 합의금을 마련하기 위해 계약을 받아들인다. 춘택은 순진하고 자신에게 헌신적인 금례에게 점점 마음이 끌리지만 자식들과 며느리들은 금례를 경계하기만 한다.

## 출연진

### 주요 인물
- 신구 : 공춘택 역
- 정영숙 : 차금례 역

### 그 외 인물
- 권재희 : 춘택의 첫째 며느리 역
- 권민중 : 춘택의 둘째 며느리 역
- 김창완 : 춘택의 첫째 아들 역 ... (아역: 류덕환 → 정준)
- 김주승 : 춘택의 둘째 아들 역 ... (아역: 김민상 → 김태진)
- 강남길 : 장 서방 역 - 차금례의 사위
- 이숙 : 다방 여주인 찬순 역
- 손소영 : 다방 레지 유미 역
- 최유란 : 다방 레지 진영 역
- 구혜진
- 김세아
- 김일웅
- 김주영
- 박형선
- 권인선
- 김옥주
- 윤현정
- 최세환
- 남나경
- 윤순홍
- 한영수
- 김형준